# Villa De Cristoforo

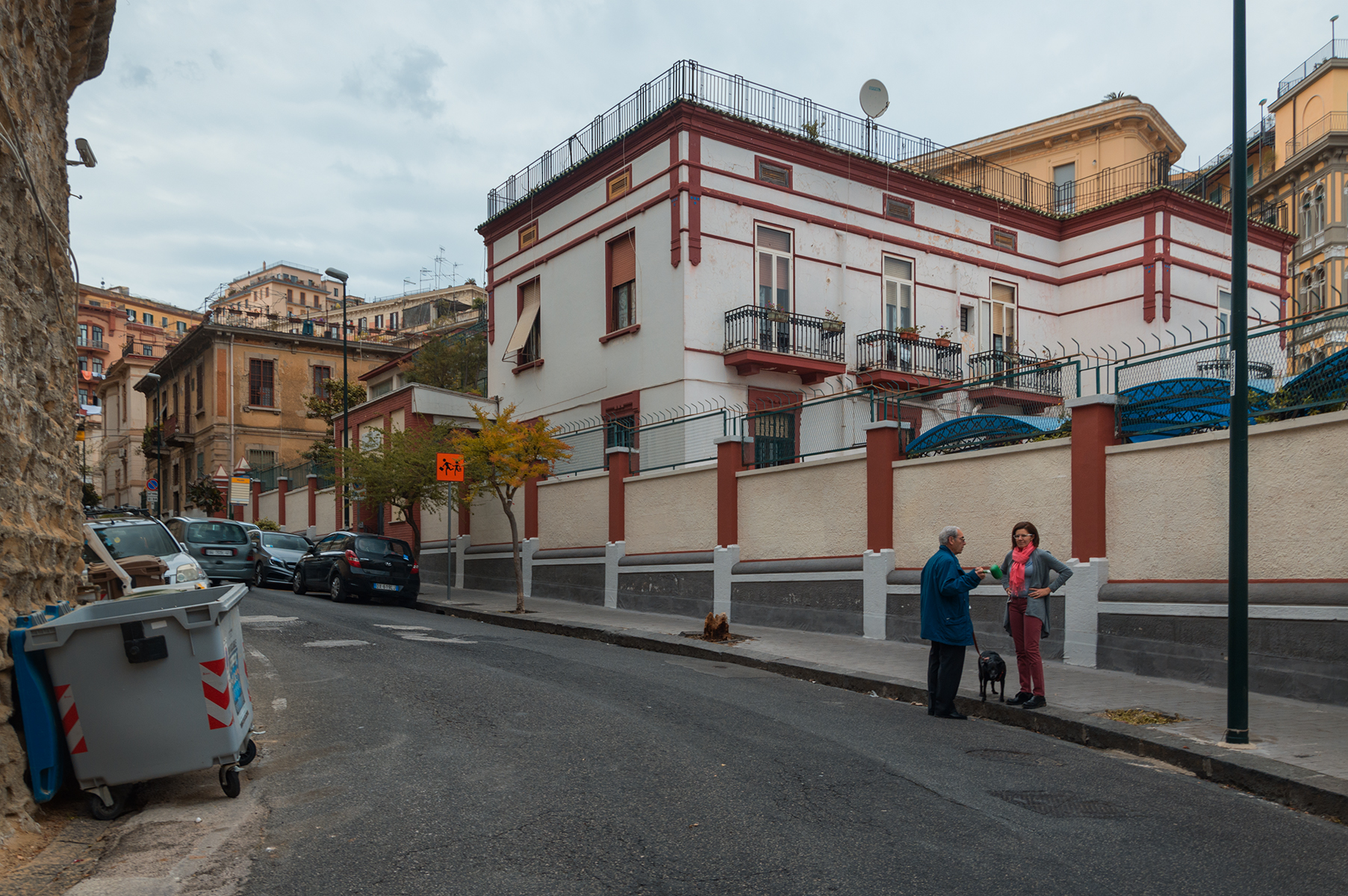
Villa De Cristoforo in Neapel

Die Villa De Cristoforo ist ein Landhaus aus den 1910er-Jahren im Viertel Vomero von Neapel in der italienischen Region Kampanien. Es liegt in der Via Filippo Palizzi, 39.

## Geschichte und Beschreibung

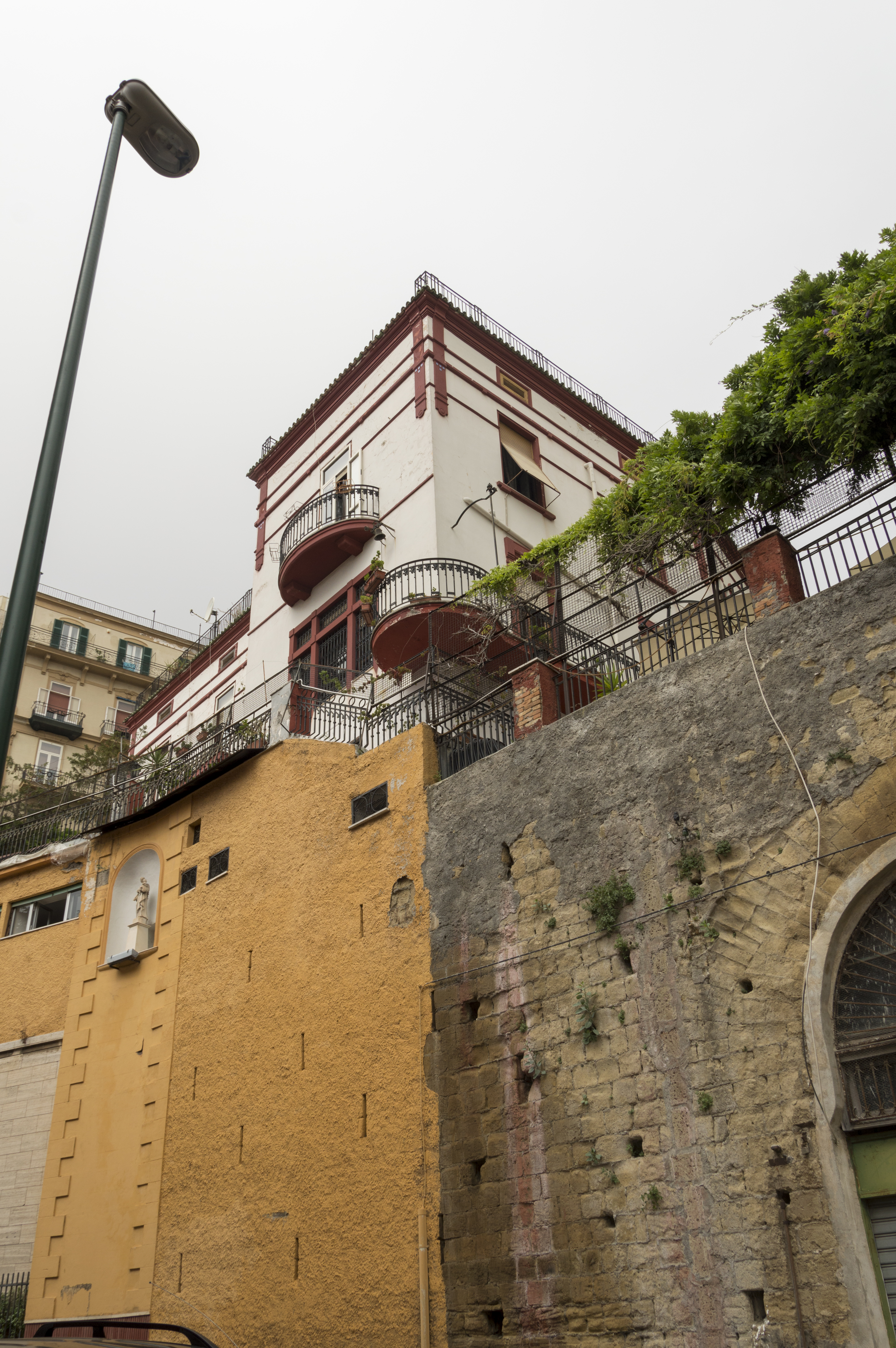
Villa mit Terrasse an der Panoramaseite

Die Jugendstilvilla wurde zwischen 1912 und 1914 vom Architekten Michele Platania erbaut. Sie hat einen L-förmigen Grundriss, der auf der Panoramaseite abfällt, und hat drei Stockwerke einschließlich des Sockels im Erdgeschoss. Dort ist eine wertvolle, durch eine Balustrade in Schmiedeeisen (an kleine Steinpfosten geschweißt) geschlossene Terrasse eingebaut.
Die Verzierungen sind einfach und durch horizontale und vertikale Bänder gekennzeichnet.